# Parque Florestal da Quinta das Rosas
O  Parque Florestal da Quinta das Rosas  é um parque florestal português que se localiza no lugar das Sete Cidades, freguesia da Madalena, concelho da Madalena do Pico.
Este parque florestal constitui-se numa área de 3 ha e encontra-se localizado a uma cota de altitude de cerca de 150 metros. Apresenta uma flora variada com alguma flora exótica introduzida e por flora endémica das florestas da Laurissilva característica da Macaronésia.
Por entre esta coberta vegetal existem percursos pedestres e áreas de lazer.  Dentro do espaço deste parque localiza-se a Ermida de Santa Isabel.